# Recetto
Recetto es una localidad y comune italiana de la provincia de Novara, región de Piamonte, con 897 habitantes.

## Evolución demográfica
| Gráfica de evolución demográfica de Recetto entre 1861 y 2001 |
|                                                               |
| Fuente ISTAT - elaboración gráfica de Wikipedia               |